# Agathis australis
Espèce
Classification phylogénétique
Statut de conservation UICN

 CD  : Dépendant de la conservation
(appellation d’avant 2001)
Agathis australis, communément appelé kaori ou kauri, est un conifère qui se rencontre au nord de la latitude 38° S dans le district septentrional de l’île du Nord en Nouvelle-Zélande.
Cette espèce, si elle n'est pas la plus haute, est en Nouvelle-Zélande celle qui forme les plus gros troncs, comparables en diamètre à ceux des séquoias. Il lui faut 800 ans pour atteindre sa taille maximale. Les kaoris vivent très longtemps, 2 000 ans pour certains, et peuvent mesurer jusqu'à 50 m de haut pour une circonférence de 10 m.

## Usages

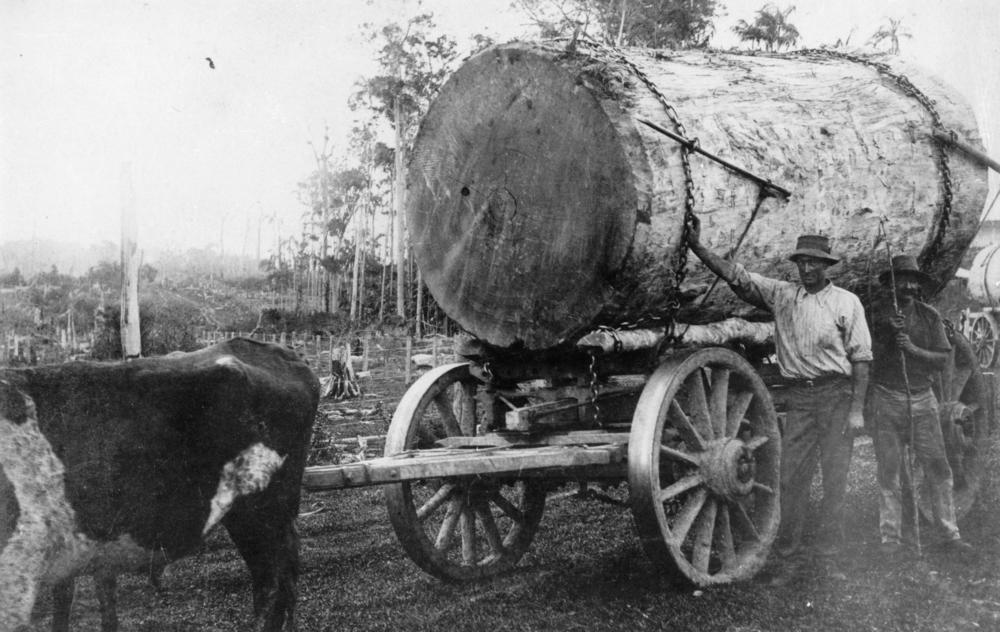
Charlie Ball & Jack Ring avec une section d'un tronc de pin Kauri montée sur un chariot tiré par un bovin, sur la propriété de la famille Ball, vers 1912 selon la légende de la photo.

La résine du kauri était récoltée pour servir d'allume-feu et la résine tombée au pied des arbres et fossilisée, dite Copal, est utilisée en joaillerie (comme l'ambre) ou l'a été pour produire des vernis d'ébénisterie.
Au XIXe siècle, les jeunes kaoris étaient utilisés pour faire des mâts de bateau du fait de leur grande taille et de leur parfaite rectitude.
Le bois fossilisé de kaori est très recherché et utilisé pour faire des meubles et des petits objets.

## Importance culturelle
Les plus anciens kaori ont reçu des noms de la part des tribus maories et sont considérés comme des divinités : par exemple "Te Matua Ngahere", le père de la forêt.

## Déforestation
La déforestation intense qui débuta dans les années 1820 et continua pendant un siècle, diminua considérablement le nombre de kaoris. Il est estimé que la forêt de kaoris au nord de la Nouvelle-Zélande occupait au moins 12 000 km² avant 1840. En 1900 il restait moins de 10 % de la forêt. Aujourd'hui seul 4 % de la forêt a survécu.

## Maladie

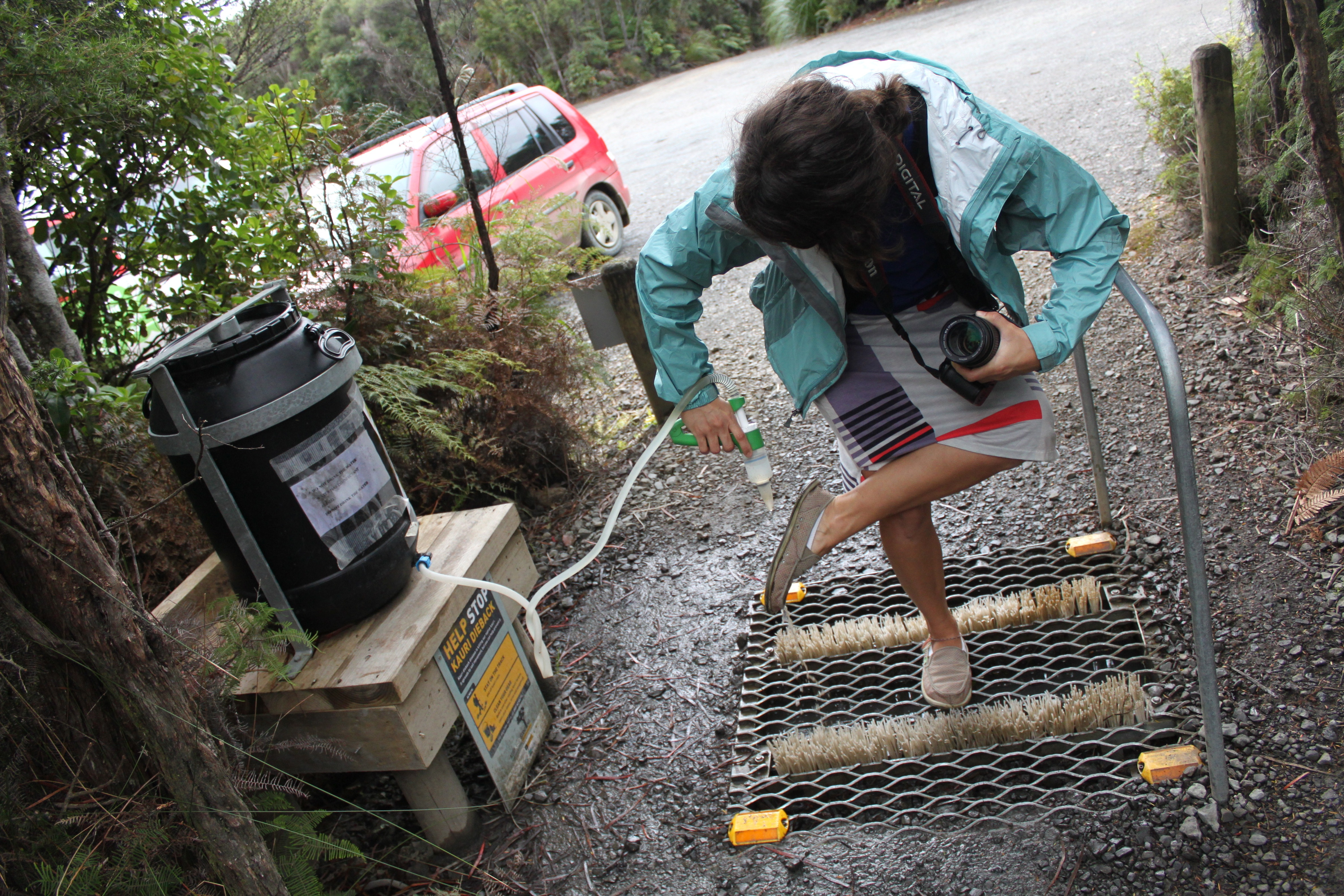
Une femme nettoyant ses chaussures pour réduire la propagation de la maladie.

Le dépérissement de nombreux kaoris à cause d'un phytophage a été découvert dans les années 1970. Cette maladie peut causer le jaunissement des feuilles, la mort de branches ou la mort de l'arbre. Elle peut être propagée par les chaussures des randonneurs ou par des mammifères comme les cochons sauvages.

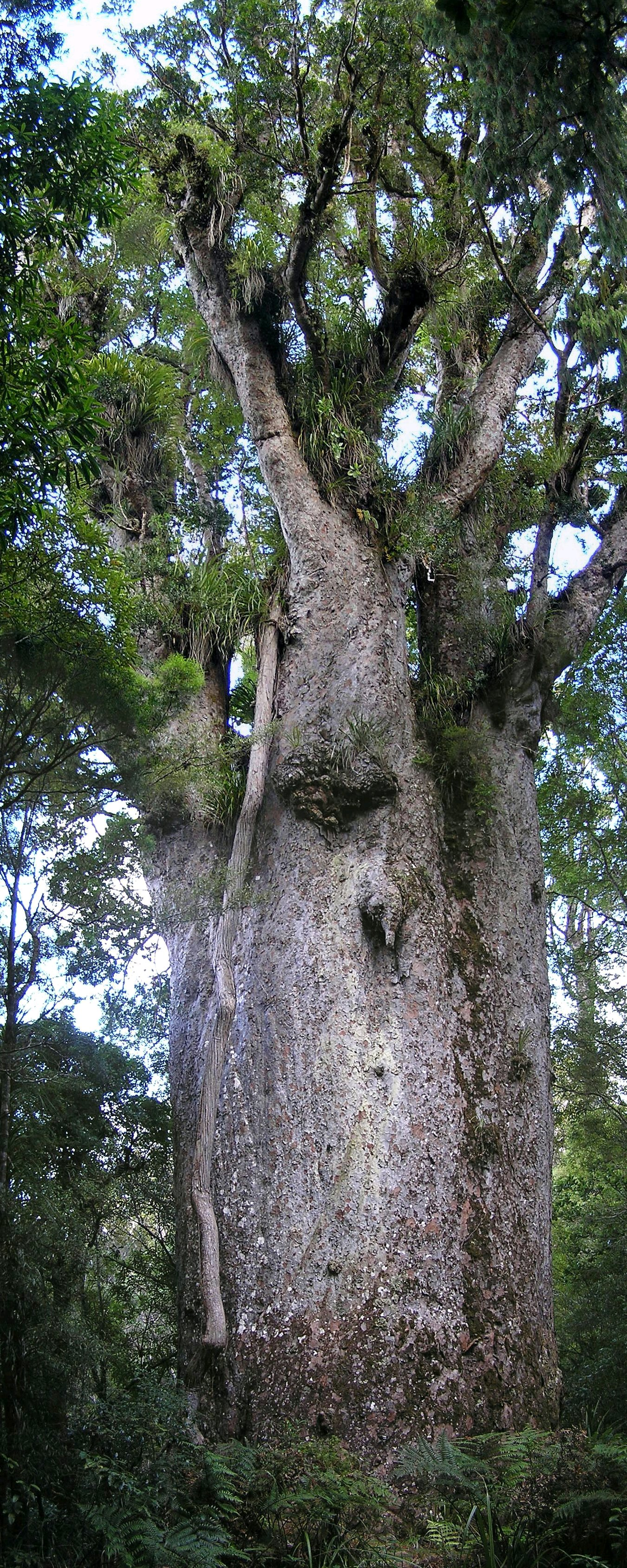
Te Matua Ngahere.
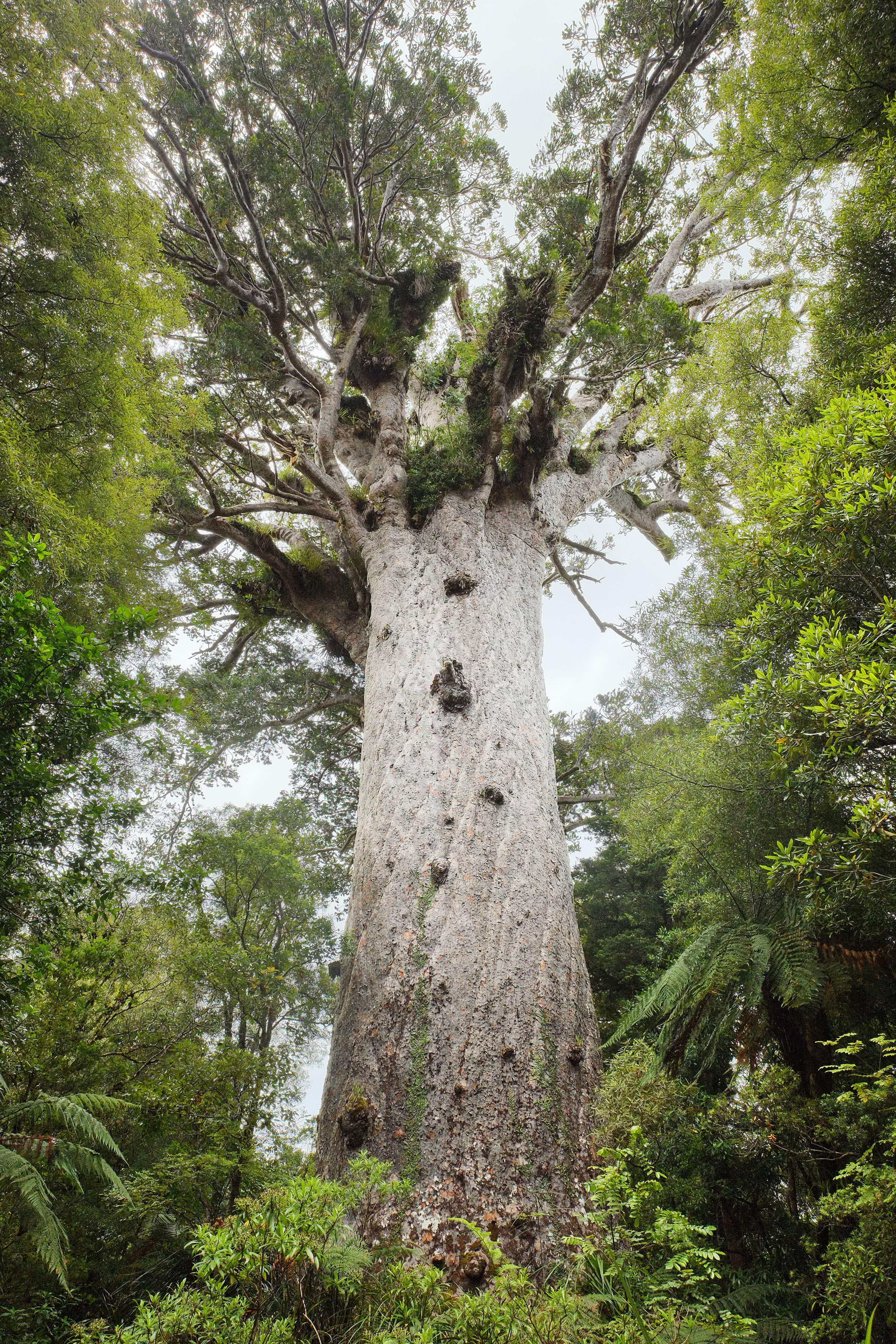
Tāne Mahuta, « Seigneur de la forêt », en référence au dieu maori Tāne. Cet arbre massif est le plus grand kauri du monde, avec une hauteur totale de 51 mètres.
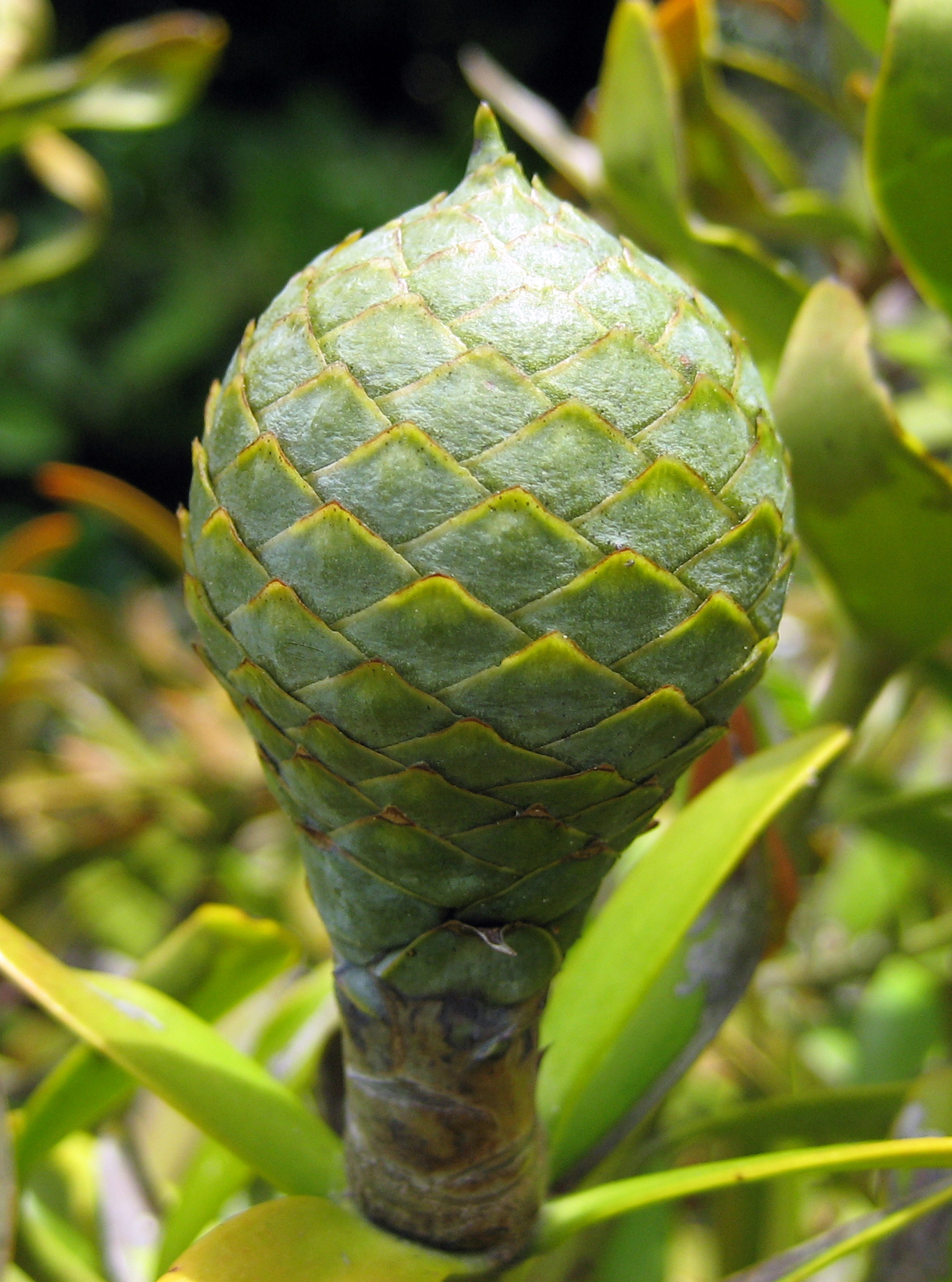
Cône femelle d'Agathis australis (Auckland, Nouvelle-Zélande).